# 勒普拉努瓦
勒普拉努瓦（法語：Le Planois，法語發音：[lə planwa]）是法国索恩-卢瓦尔省的一个市镇，属于卢昂区。

## 地理
勒普拉努瓦（46°47'15"N, 5°19'38"E）面积5.17 平方千米，位于法国勃艮第-弗朗什-孔泰大區索恩-卢瓦尔省，该省份为法国中部省份，北起顺时针与科多尔省、汝拉省、安省、罗讷省、卢瓦尔省、阿列省和涅夫勒省接壤。
与勒普拉努瓦接壤的市镇（或旧市镇、城区）包括：蒙热、沙佩勒沃朗、布昂。

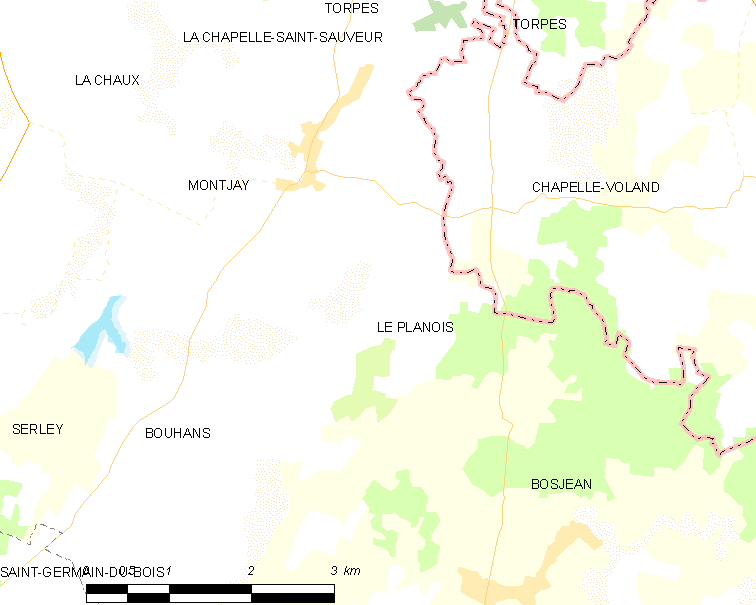
勒普拉努瓦的OSM定位图

勒普拉努瓦的时区为UTC+01:00、UTC+02:00（夏令时）。

## 行政
勒普拉努瓦的邮政编码为71330，INSEE市镇编码为71352。

## 政治
勒普拉努瓦所属的省级选区为皮埃尔德布雷斯县。

## 人口

1962-2008年间勒普拉努瓦人口变化图示

勒普拉努瓦于2022年1月1日时的人口数量为87人。